# ای۲۴
اِی۲۴ (به انگلیسی: A24) یک شرکت سرگرمی مستقل آمریکایی است که در تولید فیلم و تلویزیون و همچنین توزیع فیلم تخصص دارد و در شهر نیویورک مستقر است.
ای۲۴ در سال ۲۰۱۲ توسط دنیل کتز، دیوید فنکل و جان هاجز تأسیس شد. پیش از ای۲۴، همه قبل از ترک پست فعلی خود به‌طور گسترده در زمینهٔ فیلم و تولید کار کرده بودند تا شرکتی را که در اصل ای۲۴ فیلمز بود، که در پخش فیلم تخصص داشت، تأسیس کنند. این شرکت در سال ۲۰۱۳ با نگاهی اجمالی به ذهن چارلز سوان سوم شروع به کار کرد و رشد آن با انتشار تعطیلات بهاری در اواخر همان سال آغاز شد. آنها پس از دریافت حقوق ایالات متحده برای اکس ماکینا و اتاق، و حقوق جهانی جادوگر در سراسر جهان شناخته شدند، که از آن زمان به‌طور قابل توجهی رشد کردند. آنها در اواخر سال ۲۰۱۳ با دایرک‌تی‌وی و آمازون پرایم قراردادهایی امضا کردند که تعدادی فیلم از طریق آنها توزیع شد و نام آن در سال ۲۰۱۶ به ای۲۴ کوتاه شد.
از سال ۲۰۱۹، فیلم‌های این شرکت در مجموع ۲۵ نامزدی جایزه اسکار را دریافت کرده‌اند. در سال ۲۰۱۶، فیلم‌های توزیع‌شده توسط ای۲۴ برنده جوایز اسکار بهترین بازیگر زن (بری لارسون در اتاق)، بهترین فیلم مستند (امی) و بهترین جلوه‌های بصری (اکس ماکینا) شدند. در سال ۲۰۱۷، مهتاب برنده جایزه اسکار بهترین فیلم (اولین جایزه برای این شرکت)، بهترین فیلمنامه اقتباسی و بهترین بازیگر نقش مکمل مرد (ماهرشالا علی) شد. در سال ۲۰۲۱، ای۲۴ برنده جایزه اسکار بهترین بازیگر نقش مکمل زن (یوه جونگ یون در میناری) شد و اولین بازیگر زن کره‌ای بود که برنده اسکار شد.
بخش تلویزیونی ای۲۴ نمایش کارمایکل، آقای کورمن، رامی و سرخوشی را در میان دیگر آثار تولید کرده است.

## فیلم‌شناسی
اولین فیلم ای۲۴، نگاهی به درون ذهن چارلز سوان سوم، در ۸ فوریه ۲۰۱۳ اکران شد. در همان سال، این شرکت با شرکت دایرکت‌تی‌وی و آمازون پرایم وارد قراردادهای توزیع چند ساله شد. در سال ۲۰۱۶، سه فیلم توزیع‌شده توسط ای۲۴ در سال قبل هفت نامزدی جایزه اسکار را دریافت کردند: ایمی برای بهترین فیلم مستند بلند، اکس ماکینا برای بهترین جلوه‌های بصری برنده شد و بری لارسون برای بازی در اتاق جایزه بهترین بازیگر زن را دریافت کرد. همچنین در سال ۲۰۱۶، ای۲۴ به یک استودیوی تولید تبدیل شد و به‌طور کامل برای اولین فیلم بلند خود، مهتاب، در مشارکت با پلن بی انترتینمنت، سرمایه‌گذاری کرد. این فیلم با تحسین منتقدان اکران شد و سه جایزهٔ اسکار را از هشت نامزدی از جمله جایزه اسکار بهترین فیلم کرد.
در سال ۲۰۱۸، این استودیو فیلم موروثی از آری استر را تأمین مالی و منتشر کرد که با ۸۱ میلیون دلار به پرفروش‌ترین فیلمش در گیشه تبدیل شد. در همان سال، ای۲۴ کلاس هشتم را تولید کرد، داستانی به نویسندگی و کارگردانی بو برنهام که مورد تحسین منتقدان قرار گرفت و با فیلم لیدی برد از گرتا گرویگ به عنوان پر امتیازترین فیلم ای۲۴ در راتن تومیتوز با ۹۹٪ رتبهٔ تأیید رسید. این استودیو بعداً شراکت چند ساله خود را با اپل تی‌وی پلاس و شبکه‌های شوتایم برای انتشار دیجیتالی برخی از فیلم‌های آینده خود اعلام کرد. در سال ۲۰۲۱، میناری از ای۲۴ رکورد شش نامزدی جایزه اسکار را به دست آورد. فیلم بره ۲۰۲۱ اولین فیلم توزیع‌شده‌ای۲۴ بود که به عنوان ورودی رسمی یک کشور برای جایزه اسکار بهترین فیلم بین‌المللی انتخاب شد. در سال ۲۰۲۲، همه‌چیز همه‌جا به یکباره با فروش ۵۰ میلیون دلاری در ایالات متحده به پرفروش‌ترین فیلم داخلی این استودیو تبدیل شد.